# Lenka Hašková
Lenka Hašková (* 23. Februar 1923 in Příbram; † 22. März 2016 in Rožmitál pod Třemšínem) war eine tschechoslowakische Journalistin, Schriftstellerin und Drehbuchautorin.

## Leben
Nach dem Abschluss der Handelsschule in ihrer Geburtsstadt Příbram übersiedelte Hašková 1941 nach Prag, wo sie im Büro des Verlags Melantrich arbeitete. Von 1946 bis 1970 war sie Redakteurin in der kommunistischen Parteizeitung Rudé právo. 1958 absolvierte sie ein Publizistikstudium an der Karlsuniversität. Von 1971 bis 1981 arbeitete Hašková beim Tschechoslowakischen Fernsehen.
In ihren Werken verherrlicht Hašková den Sozialismus. Den Weg zur Prosa fand sie über die Reportage, in der sie den Bau großer Bauwerke wie der Orlík-Talsperre beschrieb. Ihre erste belletristisches Novelle Obžalovaný aus dem Jahr 1960 ist in der industriellen Arbeitswelt angesiedelt und behandelt moralische Fragen eines Menschen in hohen Funktionen. Auch in ihre weiteren Werken der psychologischen Prosa verhandelte sie Fragen von Schuld und Gerechtigkeit.

## Werke

### Reportagen
- Boj o tuny oceli. 1950 [Kampf um Tonnen Stahl]
- Chlapci a děvčata dílen. 1950
- Druhá směna našich dolů. 1950
- Tvůrci ocelových trubek. 1951
- V oceli šestí na světě. 1951 [Sechster der Welt in Stahl]
- Lidé z velké stavby. 1953 [Die Menschen vom großen Bau]
- Vltavská kaskáda. 1961 [Die Kaskade der Moldau]
- Sbohem, stará řeko. 1963 [Lebe wohl, alter Fluss]
- Ropa teče přes hranice. 1963

### Prosa
- Silné pokolení. 1953
- Obžalovaný. 1960 [Der Beschuldigte]
- Odchod bez řádů. 1969
- Pražské poprašky. 1971
- Sklenka na odvahu. 1977 [Ein Glas auf den Mut]

## Verfilmungen
- 1964: Der Angeklagte (Obžalovaný) – Regie Ján Kadár und Elmar Klos; die Autorin trat hier auch als Schauspielerin auf